# 卡萨尔博尔戈内
卡萨尔博尔戈内（意大利语：Casalborgone），是意大利北部皮埃蒙特大区都灵省的一个市镇。总面积20.2平方公里，总人口1851，人口密度91.6人/平方公里（2010年12月31日）。